# Уднадатта
Уднадатта (англ. Oodnadatta) — невелике містечко у штаті Південна Австралія. Місто розташоване за 873 кілометри на північ від столиці штату Аделаїди.

## Клімат
Місто знаходиться у зоні, яка характеризується кліматом тропічних пустель. Найтепліший місяць — січень із середньою температурою 30 °C (86 °F). Найхолодніший місяць — липень, із середньою температурою 12.8 °С (55 °F).
| Клімат Уднадатти        | Клімат Уднадатти | Клімат Уднадатти | Клімат Уднадатти | Клімат Уднадатти | Клімат Уднадатти | Клімат Уднадатти | Клімат Уднадатти | Клімат Уднадатти | Клімат Уднадатти | Клімат Уднадатти | Клімат Уднадатти | Клімат Уднадатти | Клімат Уднадатти |
| Показник                | Січ.             | Лют.             | Бер.             | Квіт.            | Трав.            | Черв.            | Лип.             | Серп.            | Вер.             | Жовт.            | Лист.            | Груд.            | Рік              |
| Абсолютний максимум, °C | 50               | 46               | 45               | 41               | 35               | 31               | 32               | 36               | 40               | 45               | 47               | 48               | 50               |
| Середній максимум, °C   | 37               | 36               | 33               | 28               | 22               | 20               | 19               | 21               | 26               | 30               | 33               | 36               | 28               |
| Середня температура, °C | 30               | 29               | 26               | 21               | 16               | 13               | 12               | 14               | 18               | 22               | 26               | 28               | 21               |
| Середній мінімум, °C    | 22               | 22               | 19               | 14               | 9                | 6                | 5                | 7                | 11               | 15               | 18               | 21               | 14               |
| Абсолютний мінімум, °C  | 11               | 12               | 9                | 3                | 1                | −2               | −2               | 0                | 2                | 3                | 10               | 11               | −2               |
| Норма опадів, мм        | 20               | 20               | 10               | 10               | 10               | 10               | 10               | 10               | 10               | 10               | 10               | 10               | 170              |
| ----------------------- | ---------------- | ---------------- | ---------------- | ---------------- | ---------------- | ---------------- | ---------------- | ---------------- | ---------------- | ---------------- | ---------------- | ---------------- | ---------------- |
| Джерело: Weatherbase    |                  |                  |                  |                  |                  |                  |                  |                  |                  |                  |                  |                  |                  |

## Історія
Містечко виникло у місці зміни напряму телеграфної лінії Порт-Огаста — Дарвін. Це ж місце у жовтні 1890 року стало кінцевою точкою вузькоколійної залізниці Аделаїда — Дарвін (сучасна Центрально-Австралійська), а новостворене поселення — Уднадаттою.
Дільниця Уднадатта — Аліс-Спрингс вже з самого початку була стандартної ширини, проте через постійні руйнування колії внаслідок стихійних лих залізницю, зрештою, збудували заново в об'їзд містечка. Завершення нової ділянки 1980 року спричинило занепад Уднадатти і наразі найбільшим роботодавцем є місцева школа.

## Транспорт
До Уднадатти можна дістатися лише ґрунтовою дорогою з Кубер-Педі: місцевий аеродром не приймає цивільні рейси, а залізничний експрес тут не зупиняється.

## Цікаві факти
- На честь Уднадатти названо кратер на Марсі.
- На аеродромі Уднадатти 1960 року зафіксовано найвищу верифіковану температуру повітря в країні: 50,7 °C.